# نويفو كوسكاتلان
نويفو كوسكاتلان هي بلدية في السلفادور تابعة لمقاطعة لا ليبرتاد، تقع على بعد 13 كيلومترًا من سان سلفادور. يحدها من الشمال والشرق أنتيغو كوسكاتلان، ومن الجنوب هويزوكار وسان خوسيه فيلانويفا، ومن الغرب سانتا تيكلا.
قدر عدد سكان البلدية في عام 2012 بـ 7895 نسمة، وتغطي مساحة تبلغ 15.61 كيلومتر مربع، مع متوسط ارتفاع 920 مترًا فوق مستوى سطح البحر. تتميز المنطقة بمناخ استوائي جاف يتميز بالنباتات المحلية، حيث تتراوح درجات الحرارة بين 18 درجة مئوية و32 درجة مئوية على مدار العام.

## تاريخ
في 11 أبريل 1853، أصدر الرئيس فرانسيسكو دوينياس دياز مرسومًا تنفيذيًا يأمر فيه بتأسيس مدينة تحمل اسم جويا غراندي على أرض يملكها دون فرانسيسكو إيسكالون. ينحدر المستوطنون الأوائل من فالي دي لا جويا وأنتيغو كوسكاتلان والمناطق المجاورة. تم إضفاء الطابع الرسمي على الاتفاقية أخيرًا في 6 سبتمبر 1854 بإعادة تسمية المستوطنة نويفو كوسكاتلان.
خلال جلسة 13 مارس 1854، وافق المجلس التشريعي على إنشاء هذه البلدية ومنحها السلطة التنفيذية على نطاق واسع، وكان يرأسها في ذلك الوقت العقيد خوسيه ماريا سان مارتن، تم تكليف السلطة التنفيذية بترسيم الحدود القضائية للمدينة، وهي العملية التي اكتملت بحلول يناير 1865، عندما أصبحت نويفو كوسكاتلان رسميًا جزءًا من مقاطعة لا ليبرتاد. وفقًا للإحصاءات التي جمعها الحاكم خوسيه لوبيز في 23 مايو 1865، بلغ عدد السكان 416 نسمة. صنفت نويفو كوسكاتلان رسميًا كمدينة في 7 سبتمبر 2005. وفي عام 2016، منحت الجمعية التشريعية في السلفادور بدعم إجماعي من جميع الفصائل السياسية لنويفو كوسكاتلان صفة المدينة.